# Paradiso perduto (film 1998)
Paradiso perduto (Great Expectations) è un film del 1998 diretto da Alfonso Cuarón, tratto dal celebre romanzo di Dickens Grandi speranze. Tra i protagonisti vi sono Gwyneth Paltrow, che interpreta il ruolo di Estella, ed Ethan Hawke, che interpreta Finnegan Bell.
Le riprese del film si svolsero dall'8 luglio 1996 al 18 ottobre 1996.

## Trama
Il giovane artista Finnegan Bell, nato e cresciuto in Florida, ha un forte innamoramento fin da bambino per la fredda, snob e affascinante Estella, la sua musa ispiratrice, conosciuta per puro caso. Malgrado tutti, e soprattutto la zia di Estella, gli dicano che lei gli spezzerà il cuore, Finn decide fin da bambino di conquistarla. Anni dopo il loro primo incontro, grazie ad un misterioso benefattore, Finn parte per New York per cercare di realizzare i suoi sogni di artista; qui incontra Estella, che inizia a posare per lui. I suoi sogni iniziano a realizzarsi insieme alle sue paure.

## Disegni
Tutti i disegni e i quadri realizzati dal protagonista, sia da bambino sia da adulto, sono opera del pittore italiano Francesco Clemente, attivo nel movimento artistico della Transavanguardia.

## Il doppiaggio italiano
L'edizione italiana del film è a cura di Renzo Stacchi per Angriservices Edizioni.

## Colonna sonora
1. Finn - Tori Amos (Intro)
2. Siren - Tori Amos
3. Life in Mono - Mono
4. Sunshower - Chris Cornell
5. Resignation - Reef (brano non incluso nel film)
6. Like a Friend - Pulp
7. Wishful Thinking - Duncan Sheik
8. Today - Poe (brano non incluso nel film)
9. Lady, Your Roof Brings Me Down - Scott Weiland
10. Her Ornament - The Verve Pipe
11. Walk This Earth Alone - Lauren Christy
12. Breakable - Fisher (brano non incluso nel film)
13. Success - Iggy Pop
14. Slave - David Garza (brano non incluso nel film)
15. Uncle John's Band - Grateful Dead
16. Besame Mucho - Cesária Évora

## Riconoscimenti
- 1999 - Golden Trailer Awards